# Elfrather See
Der Elfrather See liegt im Nordosten der Stadt Krefeld im Stadtteil Uerdingen, Vennikel und in den Gemarkungen Uerdingen und Traar. Namensgeber ist der zu Gartenstadt gehörende Ortsteil Elfrath. Um ihm herum ist das nach ihm benannte Erholungsgebiet Elfrather See.

## Beschreibung

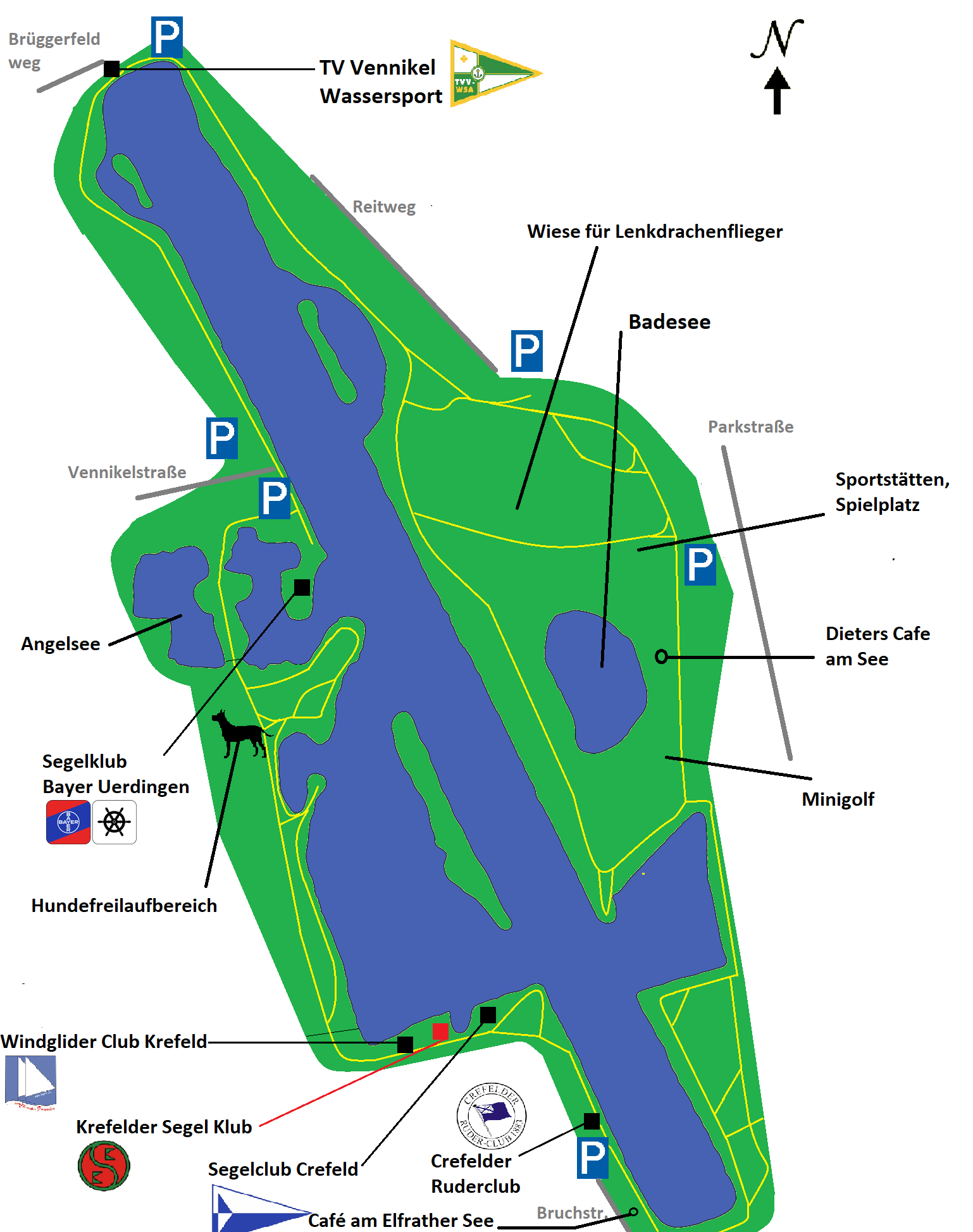
Übersichtsplan

Der Elfrather See besteht heute im Wesentlichen aus einer 2,2 km langen Regattastrecke mit einer Wasserfläche von etwa 62 ha. Diese verteilt sich auf drei Bereiche. Den größten Teil macht die Regattastrecke aus, mit der fünf verschiedene Buchten verbunden sind. Drei sogenannte Vogelschutzinseln sollen für Artenschutz sorgen. Ein ehemaliger Badesee und westlich gelegen ein Angelsee ergänzen die Seenlandschaft. Rund um den Elfrather See befinden sich etwa 138 ha Grünflächen, auf denen sich unter anderem ein Spielplatz, Grillplätze, Schutzhütten, Sportanlagen und im Westen eine Hundefreilaufwiese befinden. Die Wege führen nah am Wasser um den gesamten See und sind hauptsächlich gepflastert und ohne Winterdienst. Erreichbar ist er mit dem Auto über 7 angelegte Parkplätze (teilweise mit Parkgebühr, in den Sommermonaten Schließung ab 21 Uhr). Der Nordteil ist mit der Buslinie 3 von Moers aus zu erreichen (Haltestelle Gaststätte Maus). Mit der Linie 058 (z. B. Haltestelle „Elfrather See“) erreicht man von Krefeld den Südteil.

## Freizeitaktivitäten
Der See bietet die Möglichkeit zu Aktivitäten an Land wie das Spazieren, Laufen, Rad fahren, Minigolf, Fußball, Basketball, Beachvolleyball, Picknicken oder Grillen und auf dem Wasser wie das Segeln, Rudern, Windsurfen, Baden, Kajakfahren und Tauchen. Das Erholungsgebiet Elfrather See wird für diverse Sport- und Kulturprogramme genutzt, wie regelmäßige Sportaktivitäten, Konzerte oder dem alljährlichen Triathlon.
Das Baden im Hauptsee ist aus Sicherheitsgründen untersagt. Dafür wurde neben der Regattastrecke speziell der Badesee angelegt. Wegen wiederholten Problemen mit zu schlechter Wasserqualität ist das Baden gehen jedoch untersagt. Zwischen dem ehemaligen Badesee und dem Ostufer der Regattastrecke befindet sich ein inoffizieller Abschnitt, auf dem FKK-Anhänger geduldet werden. Rund um den Badesee gibt es eine große Liegewiese. Der Eintritt zum Badesee ist frei, lediglich für das Parken wird in den Sommermonaten eine Gebühr verlangt. In unmittelbarer Nähe befindet sich der Spielplatz, das Beach-Volleyballfeld, kostenlose sanitäre Anlagen mit Duschen und Toiletten, eine Minigolfanlage (inkl. Kiosk) und ein Grillplatz mit aus Stein gebauten und legitimierten Feuerstellen. Für Lenkdrachenflieger gibt es eine speziell hierfür reservierte große Wiese (nördlich des Badesees). Ein Café befindet sich an der Südspitze des Sees. Für Hunde gibt es eine Freilaufwiese im Westen des Sees (erreichbar über die Vennikelstraße).

### Wassersport und Bootsbenutzung
Die Benutzung der Wasserflächen ist gebührenpflichtig und daher nur mit einer Lizenz der Stadt Krefeld erlaubt. Diese erhält man entweder beim Sport-und-Bäder-Amt Krefeld, Betriebsbüro Bruchweg 26/28 (ab 3,30/Tagesticket) oder durch eine Vereinsmitgliedschaft einer der folgenden Vereine.: Diese sind ein Sportverein, der jegliche Wassersportarten anbietet (Turnverein Vennikel 1912), drei Segelvereine (Segelclub Crefeld, Krefelder Segelklub 1981, Segelklub Bayer Uerdingen), der Crefelder Ruderclub 1883, der Krefelder Kanu Klub, die Windglider Abteilung des SC Bayer 05 Uerdingen (ehemals: Windglider Club Crefeld), der Deutsche Unterwasser Club Krefeld und der Uerdinger-Kanu-Klub 1931.
Es gilt die Binnenschiffahrtsstraßenordnung (BinSchStrO) und die Satzung des Elfrather Sees, in der letzten Fassung von 2001.
Mit einer entsprechenden Lizenz darf im Elfrather See an manchen Uferbereichen der Regattastrecke geangelt werden. Der Angelsee im Westen ist ausschließlich für Mitglieder des ASV-Bayer Angelvereins zugänglich. Für Taucher war der See lange Zeit uninteressant, lediglich die Feuerwehren und verschiedene Rettungsdienste trainieren hier regelmäßig. Es wurde jedoch ein ausgedientes Boot im See versenkt, das als Wrack für die Taucher trotz der schlechten Sichtverhältnisse eine gewisse Attraktion in der südöstlichen Bucht darstellt.
Die DLRG und die Wasserwacht des Deutschen Roten Kreuzes führen im Wechsel Aufsicht auf und um dem See.

### Triathlon
Der Covestro Triathlon findet seit 1988 jährlich rund um das Erholungsgebiet des Elfrather Sees statt. Dieser Triathlon ist mit bis zu 1.600 Teilnehmern, die sich der Herausforderung Schwimmen, Radfahren und Laufen stellen und über 10.000 Zuschauern, Krefelds größte Sportveranstaltung. Vor allem die Streckenführung mit Schwimmen im Elfrather See, Radfahren auf dem abgesperrten Autobahnzubringer, dem Laufen am See, der zentral liegenden Wechselzone und Rahmenprogramm, machen den Triathlon zu einem besonderen Erlebnis für Zuschauer und Teilnehmer. Dabei gibt es folgende Angebote: olympische Distanz, Sprint- und SWK-Volkstriathlon, Staffelwettbewerbe, Gehörlosen-Meisterschaft, Schnupper-Triathlon sowie Firmen-Cup.

## Entstehung
Der Elfrather See entstand aus einer Kiesgrube, die durch Grundwasser gefüllt wird. Der Abbau wurde im für den am Niederrhein wegen des niedrigen Grundwasserspiegels typischen Nassabbauverfahren von einem Schwimmbagger vorgenommen. Der entnommene Kies wurde bis in die 1970er Jahre für den Bau der Autobahn A57 verwendet, wofür die Kiesgrube als zentrale Materialversorgungsstelle eingerichtet wurde. Nach Abschluss der Bauarbeiten wurde der See ab den 1970er Jahren stetig erweitert und zum heutigen Naherholungsgebiet mit vielen weitläufigen Grünflächen ausgebaut. Erst zu Beginn der 2000er Jahre wurde der See endgültig fertiggestellt. Dabei wurde die querende Vennikelstraße abgerissen, um die Regattastrecke auf eine Länge von über 2 km erweitern zu können.